# Temporada 1983-84 de los San Diego Clippers
La temporada 1983-84 fue la sexta de los San Diego Clippers en la NBA, tras moverse desde Búfalo (Nueva York), donde disputaron ocho temporadas con la denominación de los Buffalo Braves. La temporada regular acabó con 30 victorias y 52 derrotas, ocupando el undécimo puesto de la conferencia Oeste, no logrando clasificarse para los playoffs. Ésta sería su última temporada en la ciudad de San Diego, antes de trasladarse a Los Angeles.

## Elecciones en elDraft
| Ronda | Puesto | Jugador     | Posición | Nacionalidad   | Universidad   |
| ----- | ------ | ----------- | -------- | -------------- | ------------- |
| 1     | 4      | Byron Scott | Escolta  | Estados Unidos | Arizona State |
| 5     | 97     | Manute Bol  | Pívot    | Sudán          |               |

## Temporada regular
| División Pacífico        | División Pacífico | División Pacífico | División Pacífico | División Pacífico | División Pacífico | División Pacífico | División Pacífico | División Pacífico |
| Equipo                   | G                 | P                 | %                 | PD                | Casa              | Fuera             | Div               |                   |
| ------------------------ | ----------------- | ----------------- | ----------------- | ----------------- | ----------------- | ----------------- | ----------------- | ----------------- |
| y-Los Angeles Lakers     | 54                | 28                | .659              | –                 | 28–13             | 26–15             | 18–12             |                   |
| x-Portland Trail Blazers | 48                | 34                | .585              | 6                 | 33–8              | 15–26             | 17–13             |                   |
| x-Seattle SuperSonics    | 42                | 40                | .512              | 12                | 32–9              | 10–31             | 14–16             |                   |
| x-Phoenix Suns           | 41                | 41                | .500              | 13                | 31–10             | 10–31             | 16–14             |                   |
| Golden State Warriors    | 37                | 45                | .451              | 17                | 27–14             | 10–31             | 13–17             |                   |
| San Diego Clippers       | 30                | 52                | .366              | 24                | 25–16             | 5–36              | 12–18             |                   |

## Estadísticas
| Rk | Jugador          | Edad | P  | PT | MP   | TC  | TCI  | %TC  | T3  | T3I | %T3  | TL  | TLI | %TL  | RO  | RD  | RT  | AS   | RB  | TAP | BP  | FP  | PTS  |
| -- | ---------------- | ---- | -- | -- | ---- | --- | ---- | ---- | --- | --- | ---- | --- | --- | ---- | --- | --- | --- | ---- | --- | --- | --- | --- | ---- |
| 1  | Norm Nixon       | 28   | 82 | 82 | 37.2 | 7.2 | 15.5 | .462 | 0.1 | 0.6 | .239 | 2.5 | 3.3 | .760 | 0.7 | 1.8 | 2.5 | 11.1 | 1.1 | 0.0 | 3.1 | 2.2 | 17.0 |
| 2  | Terry Cummings   | 22   | 81 | 80 | 35.9 | 9.1 | 18.4 | .494 | 0.0 | 0.0 | .000 | 4.7 | 6.5 | .720 | 4.0 | 5.6 | 9.6 | 1.7  | 1.1 | 0.7 | 2.7 | 3.7 | 22.9 |
| 3  | James Donaldson  | 26   | 82 | 67 | 30.8 | 4.4 | 7.4  | .596 | 0.0 | 0.0 |      | 3.0 | 4.0 | .761 | 2.0 | 5.9 | 7.9 | 1.1  | 0.5 | 1.7 | 2.1 | 2.6 | 11.8 |
| 4  | Michael Brooks   | 25   | 47 | 30 | 29.9 | 4.5 | 9.5  | .479 | 0.0 | 0.1 | .000 | 2.2 | 3.2 | .689 | 3.0 | 4.3 | 7.3 | 1.9  | 1.1 | 0.3 | 1.7 | 2.7 | 11.3 |
| 5  | Bill Walton      | 31   | 55 | 46 | 26.8 | 5.2 | 9.4  | .556 | 0.0 | 0.0 | .000 | 1.7 | 2.8 | .597 | 2.4 | 6.3 | 8.7 | 3.3  | 0.8 | 1.6 | 3.2 | 2.8 | 12.1 |
| 6  | Greg Kelser      | 26   | 80 | 21 | 22.3 | 3.9 | 7.5  | .519 | 0.0 | 0.1 | .333 | 3.1 | 4.5 | .702 | 2.4 | 2.5 | 4.9 | 1.1  | 0.9 | 0.4 | 2.4 | 3.1 | 11.0 |
| 7  | Derek Smith      | 22   | 61 | 20 | 21.3 | 3.9 | 7.1  | .546 | 0.0 | 0.1 | .167 | 2.0 | 2.7 | .755 | 0.9 | 1.9 | 2.8 | 1.3  | 0.5 | 0.4 | 1.3 | 2.7 | 9.8  |
| 8  | Craig Hodges     | 23   | 76 | 28 | 20.7 | 3.4 | 7.5  | .450 | 0.1 | 0.6 | .217 | 0.9 | 1.2 | .750 | 0.3 | 0.8 | 1.1 | 1.5  | 0.8 | 0.0 | 1.1 | 2.2 | 7.8  |
| 9  | Ricky Pierce     | 24   | 69 | 35 | 18.6 | 3.9 | 8.3  | .470 | 0.0 | 0.1 | .000 | 2.2 | 2.5 | .861 | 0.9 | 1.1 | 2.0 | 0.9  | 0.4 | 0.2 | 1.2 | 2.1 | 9.9  |
| 10 | Jerome Whitehead | 27   | 70 | 1  | 13.2 | 2.1 | 4.2  | .490 | 0.0 | 0.0 |      | 1.3 | 1.5 | .822 | 1.3 | 2.2 | 3.5 | 0.3  | 0.2 | 0.2 | 0.8 | 2.3 | 5.4  |
| 11 | Hank McDowell    | 24   | 57 | 0  | 10.7 | 1.5 | 3.5  | .431 | 0.0 | 0.1 | .000 | 0.7 | 1.0 | .679 | 1.1 | 1.6 | 2.7 | 0.6  | 0.2 | 0.0 | 0.9 | 1.4 | 3.6  |
| 12 | Billy McKinney   | 28   | 80 | 0  | 10.5 | 1.7 | 3.8  | .446 | 0.0 | 0.0 | .000 | 0.5 | 0.6 | .848 | 0.1 | 0.6 | 0.7 | 2.0  | 0.3 | 0.0 | 0.6 | 1.1 | 3.9  |
| 13 | Linton Townes    | 24   | 2  | 0  | 8.5  | 1.5 | 3.5  | .429 | 0.0 | 0.0 |      | 0.0 | 0.0 |      | 0.0 | 0.5 | 0.5 | 0.5  | 0.5 | 1.0 | 0.5 | 1.5 | 3.0  |
| 14 | Hutch Jones      | 24   | 4  | 0  | 4.5  | 0.0 | 0.8  | .000 | 0.0 | 0.0 |      | 0.3 | 1.0 | .250 | 0.0 | 0.0 | 0.0 | 0.0  | 0.3 | 0.0 | 0.5 | 0.0 | 0.3  |
| 15 | Kevin Loder      | 24   | 1  | 0  | 4.0  | 0.0 | 0.0  |      | 0.0 | 0.0 |      | 0.0 | 0.0 |      | 0.0 | 0.0 | 0.0 | 0.0  | 0.0 | 0.0 | 0.0 | 1.0 | 0.0  |
| 16 | Rory White       | 24   | 6  | 0  | 3.2  | 0.7 | 1.5  | .444 | 0.0 | 0.0 |      | 0.0 | 0.0 |      | 0.3 | 0.3 | 0.7 | 0.0  | 0.0 | 0.0 | 0.2 | 0.5 | 1.3  |